# Dagmar Neubauer
Pour les articles homonymes, voir Neubauer.
Dagmar Neubauer, née Rübsam le 3 juin 1962 à Suhl, est une athlète allemande spécialiste du 400 m. Concourant pour la République démocratique allemande dans les années 1980, elle s'est illustrée en remportant notamment deux titres mondiaux dans l'épreuve du relais 4 × 400 m.

## Carrière sportive

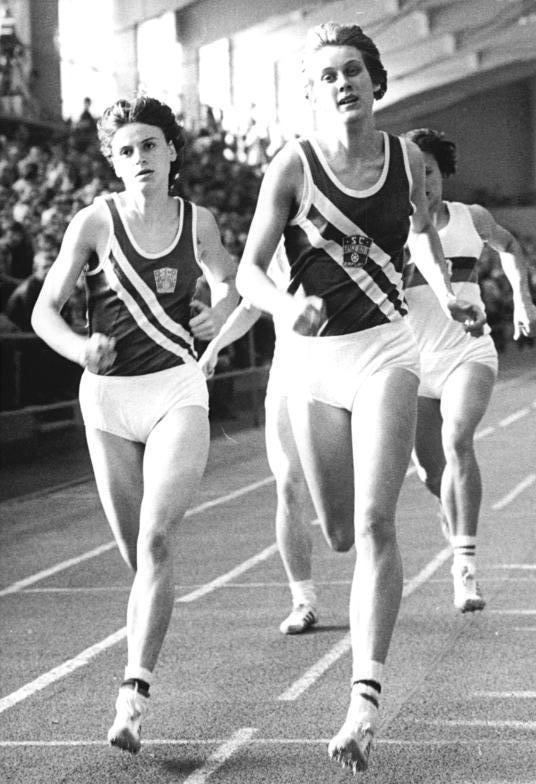
Dagmar Neubauer née Rübsam (à gauche) courant avec Sabine Busch (à droite) en 1982.

En 1982, Dagmar Rübsam remporte sa première médaille lors d'un championnat international en prenant la 2e place du 400 m des Championnats d'Europe en salle de Turin. Durant l'été, elle se classe 6e du 400 mètres des Championnats d'Europe d'Athènes, mais remporte l'épreuve du relais 4 × 400 m avec ses coéquipières Kirsten Siemon, Sabine Busch et Marita Koch, en établissant un nouveau record du monde en 3 min 19 s 04. L'année suivante, Dagmar Rübsam-Neubauer fait partie du relais 4 × 400 m médaillé d'or des Championnats du monde 1983 d'Helsinki. Elle termine par ailleurs 7e de la finale du 400 m.
Elle établit les meilleures performances de sa carrière durant la saison 1984 : 50 s 40 lors du meeting en salle de Vienne, le 2 février 1984, et 48 s 58 lors de la réunion en plein air d'Erfurt le 2 juin 1984. Lors de la même soirée, elle améliore avec l'équipe de RDA le record du monde du relais 4 × 400 m en 3 min 15 s 92. Neubauer ne participe pas aux Jeux olympiques d'été de 1984 en raison du boycott décidé par les autorités d'Allemagne de l'Est. Elle remporte en 1985 une nouvelle médaille d'argent sur 400 m à l'occasion des Championnats d'Europe en salle d'Athènes où elle se voit devancée de 5 centièmes de seconde par sa compatriote Sabine Busch.
Sélectionnée dans l'équipe est-allemande pour les Championnats du monde 1987, Dagmar Neubauer remporte une nouvelle fois la finale du relais 4 × 400 m, associée à Kirsten Emmelmann, Petra Schersing et Sabine Busch, devançant avec le temps de 3 min 18 s 63 l'URSS et les États-Unis. Alignée également en individuel, elle est éliminée en demi-finale du 400 m. Elle obtient les dernières médailles de sa carrière durant l'année 1988 : troisième du 400 m des Championnats d'Europe en salle de Budapest, l'Est-allemande obtient la médaille de bronze du relais 4 × 400 m des Jeux olympiques de Séoul.

## Palmarès
| Date | Compétition                    | Lieu     | Résultat | Épreuve          |
| ---- | ------------------------------ | -------- | -------- | ---------------- |
| 1982 | Championnats d'Europe en salle | Turin    | 2e       | 400 m            |
| 1982 | Championnats d'Europe          | Athènes  | 1re      | Relais 4 × 400 m |
| 1983 | Championnats du monde          | Helsinki | 1re      | Relais 4 × 400 m |
| 1985 | Championnats d'Europe en salle | Athènes  | 2e       | 400 m            |
| 1987 | Championnats du monde          | Rome     | 1re      | Relais 4 × 400 m |
| 1988 | Championnats d'Europe en salle | Budapest | 3e       | 400 m            |
| 1988 | Jeux olympiques                | Séoul    | 3e       | Relais 4 × 400 m |